# Iglesia del Santo Precursor (Tiflis)
La Iglesia del Santo Precursor (Tiflis) (en georgiano: წმინდა კარაპეტის ეკლესია, en armenio: Սուրբ Կարապետ եկեղեցի; en ruso: Церковь св. Карапет), también conocido como san Karapet, es una iglesia armenia que actualmente funciona como iglesia ortodoxa georgiana en Vieja Tiflis, Georgia.  Se encuentra entre los distritos de Chugureti y Avlabari.

## Construcción
La fecha de fundación no está clara debido a diversas versiones que a veces se excluyen mutuamente. En la lista del patrimonio armenio ordenada por Nerses Ashtaraketsi el Santo Precursor se menciona lo siguiente: Construida por un noble Baghdasar Isahak Kamazov en 1705, renovada posteriormente por la comunidad. Según otras fuentes, el constructor fue "mokalak Kazazov", que construyó la iglesia en 1400, renovada posteriormente en 1790. Kamazov y Kazazov deben ser la misma persona, pero el rango de fechas es enorme. Otra fuente: el tambor de la iglesia de  Bethlehem tiene una nota que afirma la construcción de la iglesia del Santo Precursor por Amir Agha y su esposa Beki khatun en 1664. La piedra debió de encontrarse en el tambor de la iglesia de San Karapet, pero no está claro cómo apareció en la iglesia de Belén. Cabe suponer que a principios del siglo XVIII San Karapet estuviera en ruinas y la piedra con la nota se trasladara a la iglesia de Belén. Pero no está claro que la piedra se refiera a la iglesia de San Karapet, porque también había iglesias de Kamoyants y Sahakashen dedicadas a San Karapet.

## Hechos interesantes
Entre los armenios famosos que estudiaron aquí se encontraba Nar-Dos.
Jason Tumanian, alcalde de Tiflis, y toda su familia fueron enterrados en el patio de la iglesia.
La iglesia tuvo en su día puertas decoradas según las tradiciones del arte ornamental armenio: fueron retiradas tras el fin de la Unión Soviética.

## Años soviéticos y época moderna
Durante la época soviética, San Karapet no era una iglesia en funcionamiento, pero escapó a la destrucción que fue el destino de otras 11 iglesias armenias destruidas por órdenes de Lavrentiy Beria en la década de 1930.
En 1995 se demolió el campanario y la iglesia fue reconsagrada por la Iglesia ortodoxa y ahora funciona como iglesia ortodoxa georgiana.